# Малькевич, Ирена
Ирена Малькевич или Ирена Малькевич-Доманская (пол. Irena Malkiewicz, Irena Malkiewicz-Domańska) — польская актриса театра и кино.

## Биография
Ирена Малькевич родилась 15 сентября 1911 года в Москве. Актёрское образование получила в Государственном институте театрального искусства в Варшаве, который окончила в 1935 году. Дебютировала в театре в 1936 году. Актриса театров в Варшаве, Люблине, Лодзи, Гожуве-Велькопольском и Вроцлаве. Выступала в спектаклях «театра телевидения» в 1964—1985 годы. Умерла 23 января 2004 года в Варшаве.

## Избранная фильмография
- 1938 — Сердце матери / Serce matki — Эльжбета Боженцкая
- 1939 — Жена и не жена / Żona i nie żona — Ирина
- 1939 — В конце пути / U kresu drogi — Габриела, жена Турвида
- 1939 — Сквозь слёзы счастья / Przez łzy do szczęścia — Лена Мервиньская
- 1959 — Лётна / Lotna — графиня
- 1962 — Завтра премьера / Jutro premiera — актриса Янина Радваньская
- 1963 — Пассажирка / Pasażerka — Мадель, главная надзирательница
- 1963 — Дневник пани Ганки / Pamiętnik pani Hanki — тётка пани Ганки
- 1965 — Пепел / Popioły — эпизод
- 1966 — Марыся и Наполеон / Marysia i Napoleon — графиня
- 1970 — Доктор Эва / Doktor Ewa — директор детского дома (только в 6-й серии)
- 1973 — Большая любовь Бальзака / Wielka miłość Balzaka — графиня Желевцова (только в 5-й серии)
- 1973 — Майор Хубаль / Hubal — жена владельца конного завода
- 1973 — Санаторий под клепсидрой / Sanatorium pod klepsydrą — дама в чёрном
- 1973 — Чёрные тучи / Czarne chmury — придворная дама
- 1976 — Прокажённая / Trędowata — княгиня Подгорецкая, бабушка Вальдемара
- 1978 — Семья Поланецких / Rodzina Połanieckich — Краславская, мать Тересы
- 1983 — Марыня / Marynia — Краславская, мать Тересы
- 1983 — Дом святого Казимира / Dom św. Kazimierza — настоятельница монастыря
- 1985 — Исповедь сына века / Spowiedź dziecięcia wieku — тётка Бригиды
- 1988 — Где бы ни был… / Wherever You Are — мать Хуляницкого